# Juan Flahn
Juan Pascual Velasco, més conegut com a Juan Flahn (Burgos, 1967) és un director, guionista i escriptor espanyol. Ha dirigit pel·lícules com Chuecatown, triunfadora del festival internacional FilmOut San Diego 2008, i curtmetratges com Hábitos pel qual va ser nominat als premis Goya el 1996.

## Trajectòria
Nascut a Burgos, va créixer en Bilbao on va estudiar belles arts, va treballar com a actor de doblatge en l'empresa K2000 i va participar en un concurs de guions per a ETB que va guanyar amb la sèrie Dúplex. Després d'això es va traslladar a Madrid on va començar a treballar de guionista en multitud de sèries de televisió. També va escriure per a cinema i va realitzar diversos curtmetratges. Entre 2003 i 2006 va ser promotor de la festa "En Plan Travesti" al costat de La Prohibida, Agnes la Sucia, Roberta Marrero i Glenda Galore, exercint la seva faceta de DJ sota el nom artístic de Dj Chavala.
Va ser un dels pregoners de l'orgull gai de Madrid 2007 amb l'equip de Chuecatown, convertint-se en una referència en contra de la gentrificació del barri de Chueca i un activista a favor de la no discriminació de la persones amb VIH a través del seu treball a la sèrie de curtmetratges Indetectables presentada al Festival de Cinema LGBT Zinegoak.
Actualment compagina el seu treball com a director de cinema amb el duo còmic musical Las Juanettes. També col·labora habitualment en el programa Más Que Palabras de Radio Euskadi amb una secció anomenada "Globalizando" que tracta temes d'Internet i xarxes socials. Així mateix ha publicat dues novel·les i un relat autobiogràfic en l'antologia del travestisme espanyol Travestiario (Ediciones Hidroavión, 2018).

## Filmografia
Com a director
- Indetectables. 2017 (sèrie de TV).[13]
- Fantasmagórica. 2014 (sèrie de TV).[14]
- Chuecatown. 2007.[15]
- Las flores de Bach. 2001.
- Completo comfort. 1997 (curtmetratge).
- Todo, todo, todo, todo. 1997 (curtmetratge).
- Hábitos. 1995 (curtmetratge).

Com a guionista
- Señoras del (h)AMPA. 2019 (sèrie de TV).
- C.L.A. No somos ángeles. 2007 (sèrie de TV).
- Mujeres. 2006 (sèrie de TV).
- Odiosas. 2006 (sèrie de TV).
- Ana y los 7. 2003 (sèrie de TV).
- Estamos en directo. 1999 (sèrie de TV).
- Ellas son así. 1999 (sèrie de TV).
- La casa de los líos. 1998 (sèrie de TV)
- Quítate tú pa' ponerme yo. 1998 (sèrie de TV).
- Insomnio. 1998 (llargmetratge).
- Alma gitana. 1996 (llargmetratge).
- Tres hijos para mí solo. 1995 (sèrie de TV).
- Canguros. 1994 (sèrie de TV).
- Dúplex. 1993. (sèrie de TV).

## Novel·les
- De Gabriel a Jueves (2010).[16]
- Orgullo Z (2011).[17]